# Баладо, Роберто
Роберто Баладо Мендес (исп. Roberto Balado Méndez; 15 февраля 1969, Ховельянос, Куба — 2 июля 1994) — кубинский боксёр, олимпийский чемпион 1992 года в весовой категории свыше 91 кг, трёхкратный чемпион мира среди любителей (1989, 1991 и 1993).

## Карьера
В 1991 году стал чемпионом Панамериканских игр, в 1993 году — чемпионом Игр стран Центральной Америки и Карибского бассейна.
Прирождённый тяжеловес (в отличие от своих не менее именитых земляков Стивенсона и Савона, Балладо сразу начал выступать в категории до 91 кг), обладал высокой скоростью, хорошим чувством дистанции и отличной техникой, которая принесла ему после победы на боксёрском турнире Олимпийских игр в Барселоне Кубок Вэла Баркера — награда, которая вручается самому техничному боксёру Олимпийских игр.
На чемпионате мира 1993 года нокаутировал Олега Маскаева, выступавшего тогда за Узбекистан.

## Гибель
Роберто Баладо готовился к участию в Играх доброй воли и был наиболее вероятным претендентом на золото на очередных Олимпийских играх 1996 (которое в итоге досталось Владимиру Кличко), однако 2 июля 1994 года в возрасте 25 лет он погиб в автокатастрофе, когда его автомобиль заглох на железнодорожном переезде в Гаване и был раздавлен поездом.